# Aberdare East
Aberdare East är en community i Rhondda Cynon Taf i Wales. Den bildades 1 december 2016 genom att Aberdare community delades upp på Aberdare East och Aberdare West.